# Zellerinella
Zellerinella es un género de foraminífero bentónico de la subfamilia Endothyrinae, de la familia Endothyridae, de la superfamilia Endothyroidea, del suborden Fusulinina y del orden Fusulinida. Su especie tipo es Endothyra discoidea. Su rango cronoestratigráfico abarca desde el Viseense superior hasta el Namuriense inferior (Carbonífero inferior).

## Discusión
Clasificaciones más recientes incluyen Zellerinella en el suborden Endothyrina, del orden Endothyrida, de la subclase Fusulinana de la clase Fusulinata. También se ha incluido en Subfamilia Millerellinae, de la Familia Ozawainellidae y de la Superfamilia Ozawainelloidea.

## Clasificación
Zellerinella incluye a la siguiente especie:
- Zellerinella discoidea †